# Adobe Flash Media Server
Flash Media Server (FMS) es un servidor propietario para información y contenido interactivo de Adobe Systems  (originalmente un producto de Macromedia). Este servidor trabaja con Flash Player para crear RIAs multi-usuario (Rich Internet Applications). Para el desarrollo de la aplicación servidor, FMS usa ActionScript 1, un lenguaje de scripting basado en ECMAScript. Previa a la versión 2, este era conocido como Flash Communication Server.

## Función
Flash Media Server es un conector. Las aplicaciones Flash se conectan a FMS usando Real Time Messaging Protocol (RTMP). Este servidor puede enviar y recibir datos de los usuarios conectados. Los clientes conectados pueden realizar llamadas a procedimientos remotos (RPC) a la aplicación servidor y ésta a su vez puede llamar métodos de los clientes. También puede usarse un SharedObject (objetos compartidos) para sincronizar estructuras de datos complejas y llamar métodos remotos en múltiples clientes, al tener a ellos suscritos a un objeto compartido determinado. Objetos ActionScript son transportados a través de la conexión usando Action Message Format (AMF) que es manejado de forma transparante por Adobe Flash Player y Adobe Flash Media Server.
El servidor también permite a los usuarios realizar streaming de audio y video. 
- Datos: Q2663740